# Magnya Carta
Magnya Carta (マグニャカルタ?) es el tercer álbum de estudio de la banda Oshare Kei Antic Cafe, lanzado al mercado el día 29 de noviembre del 2006 bajo el sello Red Cafe, un subsello de la discográfica Indie Loop Ash.

## Detalles
El álbum contiene todos los sencillos lanzados dentro del año 2006, que es sin duda el más exitoso de la banda en cuanto a popularidad y también ventas de sus trabajos. Contiene sus sencillos Smile Ichiban Ii ♀ Onna (スマイル一番イイ♀Smile Ichiban Ii ♀ Onna?) y Snow Scene (スノーシーンSnow Scene?), los sencillos de la banda que han logrado llegar más arriba dentro de las listas de singles de Oricon de toda la carrera de la banda, y también contiene la segunda parte del tema "NYAPPY in the World" originalmente del álbum Shikisai Moment, aparte de una versión reeditada del tema también sencillo BondS ~Kizuna~ (BondS～絆～BondS ~Kizuna~?).
Al igual que su álbum anterior, las primeras ediciones de "Magnya Carta" serán editadas con un DVD que contiene los vídeos musicales que fueron hechos de algunos temas con el fin de mejorar las ventas.

## Canciones - Edición Japonesa

### CD
| CD  |                                                                 |          |  |
| N.º | Título                                                          | Duración |  |
| 1.  | «LOCK ON ☆The☆ Go NEW Sekai (LOCK ON☆ザ☆御NEW世界)»             | 4:57     |  |
| 2.  | «Smile Ichiban Ii ♀ Onna (スマイル一番イイ♀)»                   | 4:12     |  |
| 3.  | «NYAPPY in the world II»                                        | 4:26     |  |
| 4.  | «#＊@☆Pipo Papo Telepathy☆＠＊♯ (#*-@☆ピポパポテレパシー☆-*#)»  | 3:32     |  |
| 5.  | «Maple Gunman (メープルガンマン)»                               | 3:51     |  |
| 6.  | «Pusshin Pudding (プッシンプリン)»                              | 4:46     |  |
| 7.  | «Nanairo Crayon de Egaku Hikari (七色クレヨンで描く光)»         | 5:10     |  |
| 8.  | «Snow Scene (スノーシーン)»                                     | 4:12     |  |
| 9.  | «Jikoai Shugisha no Mijuku na Akuma (自己愛主義者の未熟な悪魔)» | 3:57     |  |
| 10. | «Meguri Aeta Kiseki (巡り逢えた奇跡)»                           | 5:38     |  |
| 11. | «BondS ~Kizuna~ (BondS～絆～) (álbum ver)»                      | 5:02     |  |

### DVD (Limited Edition)
| DVD |                                                                   |          |  |
| N.º | Título                                                            | Duración |  |
| 1.  | «Maple Gunman (メープルガンマン)» (Promotional Video)             |          |  |
| 2.  | «BondS ~Kizuna~ (BondS～絆～)» (Promotional Video)                |          |  |
| 3.  | «Smile Ichiban Ii ♀ Onna (スマイル一番イイ♀)» (Promotional Video) |          |  |
| 4.  | «Snow Scene (スノーシーン)» (Promotional Video)                   |          |  |

## Canciones - Ediciones Europeas
| CD  |                                                                 |          |  |
| N.º | Título                                                          | Duración |  |
| 1.  | «LOCK ON ☆The☆ Go NEW Sekai (LOCK ON☆ザ☆御NEW世界)»             | 4:57     |  |
| 2.  | «Smile Ichiban Ii ♀ Onna (スマイル一番イイ♀)»                   | 4:12     |  |
| 3.  | «NYAPPY in the world II»                                        | 4:26     |  |
| 4.  | «#＊@☆Pipo Papo Telepathy☆＠＊♯ (#*-@☆ピポパポテレパシー☆-*#)»  | 3:32     |  |
| 5.  | «Maple Gunman (メープルガンマン)»                               | 3:51     |  |
| 6.  | «Pusshin Pudding (プッシンプリン)»                              | 4:46     |  |
| 7.  | «Nanairo Crayon de Egaku Hikari (七色クレヨンで描く光)»         | 5:10     |  |
| 8.  | «Snow Scene (スノーシーン)»                                     | 4:12     |  |
| 9.  | «Jikoai Shugisha no Mijuku na Akuma (自己愛主義者の未熟な悪魔)» | 3:57     |  |
| 10. | «Meguri Aeta Kiseki (巡り逢えた奇跡)»                           | 5:38     |  |
| 11. | «BondS ~Kizuna~ (BondS～絆～) (álbum ver)»                      | 5:02     |  |